# Cantó de Revèl
El cantó de Revèl és un cantó francès del departament de l'Alta Garona, a la regió d'Occitània. Està inclòs al districte de Tolosa, té 13 municipis i té com a cap cantonal Revèl.

## Municipis
- Revèl
- Sant Felitz de Lauragués
- Montagut de Lauragués
- Sent Julian
- Vaudrulha
- Le Bauç
- Romens
- Maurens
- Morvilas Nautas
- Belestar de Lauragués
- Jusas
- Le Falgar
- Nogaret